# Президентские выборы в Южной Корее (2022)
Президентские выборы в Республике Корее (кор. 대한민국 제20대 대통령 선거) прошли 9 марта 2022 года. Это восьмые президентские выборы в стране с момента демократизации. Согласно конституции Южной Кореи, срок полномочий президента ограничен одним пятилетним сроком, что означает, что действующий президент Мун Чжэ Ин не имеет права баллотироваться на второй срок.

## Избирательная система
Президент Республики Корея избирается по системе голосования в один тур на пятилетний срок и не имеет права переизбираться прямо или косвенно.

## Предыстория
После политического скандала в Южной Корее в 2016 году, приведшего к импичменту президента Пак Кын Хе, были назначены досрочные выборы. Давний либеральный политик Мун Чжэ Ин из «Демократической партии» с большим отрывом победил на них правого кандидата Хон Чжун Пё из партии «Свободная Корея» и центриста Ан Чхольсу из «Народной партии», вернув демократов в Синий дом впервые за девять лет. После несколько непростых первых трёх лет пребывания у власти положение Муна значительно укрепилось благодаря исторической победе его партии на выборах в парламент 2020 года, которые дали его партии абсолютное большинство в 180 из 300 мест в Национальной ассамблее.

## Список кандидатов
| Партия | Партия                                      | Кандидат     | Позиция                                 | Примечания                                                                                    |
| ------ | ------------------------------------------- | ------------ | --------------------------------------- | --------------------------------------------------------------------------------------------- |
|        | Демократическая партия                      | Ли Чжэ Мён   | Левоцентризм Либерализм                 | Бывший губернатор провинции Кёнгидо                                                           |
|        | Сила народа                                 | Юн Сок Ёль   | Правые Консерватизм                     | Бывший генеральный прокурор Республики Кореи                                                  |
|        | Народная партия                             | Ан Чхоль Су  | Правоцентризм Консервативный либерализм | Основатель и лидер партии. 3 марта снялся с выборов в поддержку Юн Сок Ёля.                   |
|        | Партия справедливости                       | Сим Сан Чжон | Левые Социал-демократия                 | Лидер партии                                                                                  |
|        | Партия базового дохода                      | О Джун Хо    | Безусловный базовый доход               | Член Корейской сети базового дохода                                                           |
|        | Национально-революционная партия дивидендов | Ху Гён Ён    | Синкретическая                          | Основатель партии кандидат в мэры Сеула 2021 года                                             |
|        | Трудовая партия                             | Ли Бэк Юн    | Левые Социализм                         | Бывший партийный чиновник Социалистической революционной рабочей партии.                      |
|        | Сэнури                                      | Ок Ун Хо     | Ультраправые                            | Бывший сопредставитель Гражданской акции за чистые выборы.                                    |
|        | Новая волна                                 | Ким Дон Ён   | Центризм Реформизм                      | Поддержан партиями Переходная Корея, Партия Будущего. 2 марта снялся в поддержку Ли Чжэ Мёна. |
|        | Новый либерально-демократический союз       | Ли Гён Дже   | Левые                                   | Бывший кандидат от Национально-революционной партии.                                          |
|        | Наша республиканская партия                 | Чо Вон Джин  | Правые Консерватизм                     | Бывший член Национального собрания (2008—2020). Кандидат в президенты 2017 года от Сэнури.    |
|        | Прогрессивная партия                        | Ким Джэ Ён   | Левые Прогрессивизм                     | Бывший член Национального собрания (2012—2014).                                               |
|        | Корейская партия объединения                | Ли Гён Хи    | Национализм                             |                                                                                               |
|        | Партия альянса корейской волны              | Ким Мин Чан  | Центризм                                | Кандидат в президенты на выборах 2017 года.                                                   |

## Опросы общественного мнения

Кривая опрос по президентским выборам со средним значением за 7 дней:

### Экзитполы
После закрытия избирательных участков были опубликованы два экзитпола, давших противоречивые результаты. Таким образом, они не смогли выявить победителя.
KBS, MBC и SBS
| Кандидат | Кандидат     | Результат |
|          | Юн Сок Ёль   | 48,4 %    |
|          | Ли Чжэ Мён   | 47,8 %    |
|          | Сим Сан Чжон | 2,5 %     |

JTBC
| Кандидат | Кандидат   | Результат |
|          | Ли Чжэ Мён | 48,4 %    |
|          | Юн Сок Ёль | 47,7 %    |

## Результаты
| Кандидат                      | Кандидат                 | Партия                                | Голосов    | %      |
| ----------------------------- | ------------------------ | ------------------------------------- | ---------- | ------ |
|                               | Юн Сок Ёль               | Сила народа                           | 16 394 815 | 48,56  |
|                               | Ли Чжэ Мён               | Демократическая партия                | 16 147 738 | 47,83  |
|                               | Сим Сан Чжон             | Партия справедливости                 | 803 358    | 2,38   |
|                               | Ху Гён Ён                | Национально-революционная партия      | 281 481    | 0,83   |
|                               | Ким Джэ Ён               | Прогрессивная партия                  | 37 366     | 0,11   |
|                               | Чо Вон Джин              | Наша республиканская партия           | 25 972     | 0,08   |
|                               | О Джун Хо                | Партия базового дохода                | 18 105     | 0,05   |
|                               | Ким Мин Чан              | Альянс корейской волны                | 17 305     | 0,05   |
|                               | Ли Гён Хи                | Корейская партия объединения          | 11 708     | 0,03   |
|                               | Ли Бэк Юн                | Трудовая партия                       | 9176       | 0,03   |
|                               | Ли Гён Дже               | Новый либерально-демократический союз | 8317       | 0,02   |
|                               | Ок Ун Хо                 | Сэнури                                | 4970       | 0,01   |
|                               |                          |                                       |            |        |
| Действительных голосов        | Действительных голосов   | Действительных голосов                | 33 760 311 | 99,10  |
| Недействительных голосов      | Недействительных голосов | Недействительных голосов              | 307 542    | 0,90   |
| Всего голосов                 | Всего голосов            | Всего голосов                         | 34 067 853 | 100,00 |
| Всего избирателей/явка        | Всего избирателей/явка   | Всего избирателей/явка                | 44 197 692 | 77,08  |
| Источники: Результаты выборов |                          |                                       |            |        |

## Комментарии
1. ↑  Технически незаконная и незарегистрированная политическая партия из-за запрета Закона о национальной безопасности на открыто социалистические или антикапиталистические партии. Однако их собрания и организация не вызывают возражений со стороны действующего правительства.